# Darretalsperre
Die Darretalsperre (tschechisch vodní nádrž Souš) befindet sich an der Schwarzen Desse (Černá Desná) im Isergebirge (Tschechien) in 760 m ü. M., 4 km nördlich von Desná (Dessendorf) an der Verbindungsstraße zum Wittighaus (Smedava).

## Geschichte
Wegen der immer wiederkehrenden Hochwasserschäden durch Desse (Desná) und Kamnitz (Kamenice) sollten an der Weißen und Schwarzen Desse gleichzeitig Talsperren errichtet werden. Die Projekte stammten von den Ingenieuren Otto Intze aus Aachen und Wilhelm Plenkner aus Prag und wurden 1908 bestätigt.
Am 18. August 1911 wurde mit dem Bau der Talsperre begonnen. Die Technik für den Dammbau wurde 1912 zum Bau der Talsperre an der Weißen Desse umgesetzt. Der Bau kostete 1.454.882 Österreichische Kronen und wurde 1915 abgeschlossen.
Für die Errichtung der Talsperre mussten die 14 Häuser des Dörfleins Hinterdarre und große Teile von Vorderdarre (tschechisch Souš) abgetragen werden. Einige wurden an anderen Standorten von ihren Besitzern wieder aufgebaut.
Nachdem am 18. September 1916 der Damm der Talsperre an der Weißen Desse gebrochen war, ließ man die Darretalsperre sicherheitshalber auf ein Drittel des Fassungsvermögens ab.
Zwischen 1924 und 1927 wurde die Talsperre ganz abgelassen und weitere Sicherungsmaßnahmen durchgeführt.
Die Talsperre war früher ein bekanntes Naherholungsgebiet und Anglerparadies mit 86 ha Wasserfläche. Dies änderte sich, als die Talsperre von 1970 bis 1973 erneut abgelassen und zur Trinkwassertalsperre für die Stadt Jablonec nad Nisou (Gablonz) und ihre Umgebung umgebaut wurde. Dadurch ist keine andere Nutzung des Gewässers mehr möglich. Die Talsperre liegt ruhig und abgeschieden in den Bergen des Isergebirges.